# Сьюзен Полгар
Полгар Жужанна (Жужа, угор. Polgár Zsuzsa), Сьюзен Полгар (англ. Susan Polgar, нар. 19 квітня 1969) — угорська, потім американська шахістка, шахова тренерка, освітянка, письменниця.
Гросмейстер. Шаховий вундеркінд, передова у свій час шахістка і прихильниця застосування шахів у освіті, олімпійська чемпіонка і чемпіонка світу, промоутерка і глава Інституту шахової майстерності Сьюзен Полгар (SPICE) у Вебстерському університеті. Найстарша зі знаменитих «сестер Полгар»: Жужи, Софії та Юдіт. Перша жінка, що заробила титул гросмейстера завдяки турнірним виступам.
У липні 1984 року, у 15 років, стала найвищою за рейтингом Ело серед жінок у світі, так і залишаючись у провідній трійці впродовж наступних 23 років. Першою з жінок в історії зламала гендерний бар'єр і кваліфікувалась на «чоловічий» чемпіонат світу 1986 року Від 1996 до 1999 втримувала титул чемпіонки світу за класичним контролем часу. У 1992 році виграла чемпіонат світу з бліцу та швидких шахів. Станом на жовтень 2005 року мала рейтинг Ело 2577, що робило її другою у світі за цим показником після її сестри Юдіт. Виграла десять олімпійських медалей (5 золотих, 4 срібні та 1 бронзову). В офіційних змаганнях не бере участі від 2006 року.
1997 року заснувала шаховий центр Полгар у Форест-Гіллс (Нью-Йорк), щоб навчати шахам дітей. Шаховий центр Полгар закрився у 2009 році після її переїзду до Техаського технологічного університету в Лаббоку. У 2002 році заснувала Фонд Жужі Полгар, який відтоді спонсорує численні змагання для дітей. Станом на січень 2009 працювала на посаді співголови Комісії з жіночих шахів ФІДЕ.

## Особисте життя
Сьюзен Полгар народилася і виросла в Будапешті (Угорщина) в родині угорських євреїв. У 1994 році одружилася з комп'ютерним консультантом Якобом Шульцманом і переїхала до Нью-Йорка. Народила двох синів: Том (1999) і Ліам (2000). Згодом розлучилася. У грудні 2006 року одружилася зі своїм давнім бізнес-менеджером і другом, Полом Труонґом. Проживає у передмісті Сент-Луїсу (штат Міссурі).

## Шахова кар'єра

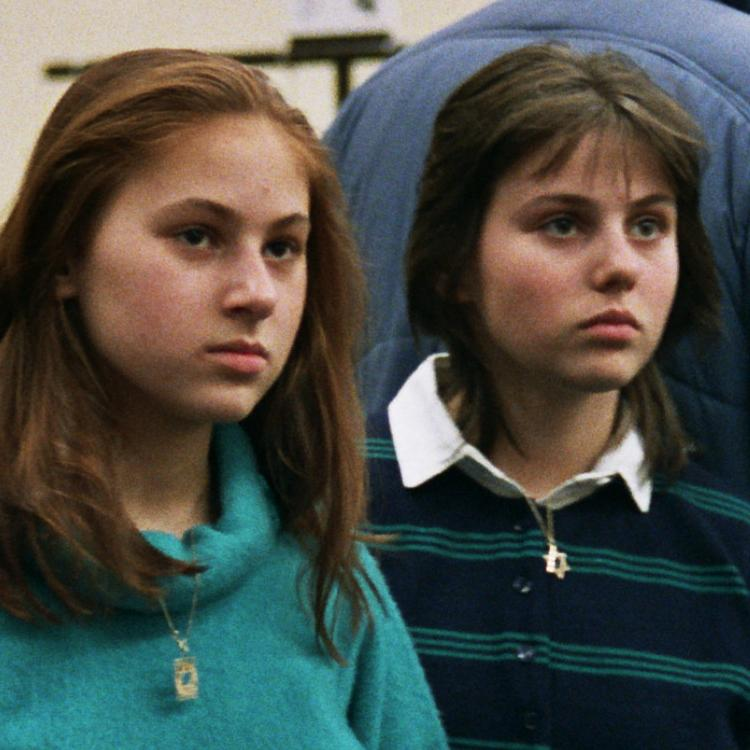
Юдіт Полгар і Софія Полгар (1988)

Сьюзен Полгар і дві її молодших сестери, гросмейстер Юдіт і Міжнародний майстер Софія, були частиною освітнього експерименту їхнього батька Ласло Полгара, який прагнув довести, що діти можуть досягнути колосальних успіхів, якщо їх навчати певного предмету з дуже раннього віку. Тезою Ласло було: «Геніїв створюють, а не вони народжуються самі». Він і його дружина Клара навчали своїх дітей вдома, а шахи були спеціальним предметом. У 2010 році журнал National Geographic опублікував годинний документальний фільм, який розповідає про Сьюзен Полгар. Крім шахів, Ласло навчив своїх трьох дочок мови есперанто. Більшість членів її родини зрештою емігрували до Ізраїлю, але сама Жужа в 1994 році, після одруження з громадянином США, переїхала до Нью-Йорка. Члени родини Полгар, бувши євреями, загинули за часів Голокосту, а її бабуся пережила концтабір Аушвіц
В 4 роки Жужа Полгар виграла свій перший шаховий турнір,- чемпіонат Будапешта серед дівчаток до 11 років, з рахунком 10-0. 1982 року, коли їй було 12, виграла чемпіонат світу серед дівчат до 16 років. Попри обмеження на можливість вільно брати участь у міжнародних турнірах, до 1984 року, коли їй було 15, Полгар стала шахісткою з найвищим рейтингом серед жінок у світі
У листопаді 1986 року ФІДЕ вирішила додати по 100 бонусних очок до рейтингу всіх активних гравців жіночої статі, окрім Полгар, а це вибило з її першого місця в рейтинг-листі за січень 1987 року. Обґрунтуванням було те, що рейтинги ФІДЕ для жінок не можна зіставляти з рейтингами для чоловіків, тому що жінки, як правило, грають лише в жіночих турнірах. Полгар була виняток, оскільки до того моменту грала переважно проти чоловіків. Статистичні докази цього рішення не були надійними оскільки, ґрунтувалися на обмеженій вибірці з наявних даних. Полгар та її симпатики стверджували, що цей крок був політично вмотивованим, оскільки ФІДЕ керувалась бажанням змістити її з першого місця на користь чинної тоді чемпіонки світу Маї Чибурданідзе.
У січні 1991 року Жужа стала першою жінкою, яка отримала звання гросмейстера традиційним способом, виконавши три гросмейстерські норми й досягнувши рейтингу понад 2500. Хоча Нона Гапріндашвілі була удостоєна цього звання раніше, але то було спеціальне рішення ФІДЕ. У 1992 році Полгар виграла обидва жіночих чемпіонати світу з бліцу та рапіду.
Жужа Полгар взяла собі за правило уникати турнірів лише для жінок, але порушила його, коли увійшла в цикл чемпіонату світу серед жінок 1993. У фіналі кандидатського турніру зіграла внічию проти Нани Іоселіані, але вибула за результатами жеребкування. 1996 року, з другої спроби, стала чемпіонкою світу. Два роки по тому вона мала захищати титул проти Се Цзюнь. Однак Полгар просила перенести матч, оскільки була вагітною і, крім того ФІДЕ не вдалося знайти задовільного спонсора. Зрештою в 1999 році матч був організований, але на умовах, які Полгар не приймала — по-перше, тому що вона недавно народила дитину, Тома, і не мала достатньо часу, щоб відновитися, а по-друге, тому що матч мав відбутися повністю в Китаї, домашній країні її суперниці. Вона також вимагала значно більший призовий фонд.
Коли Полгар відмовилася грати на таких умовах, то ФІДЕ позбавила її титулу і організувала матч між Се Цзюнь і Алісою Галлямовою, у якому перемогу здобула Се Цзюнь. Полгар подала позов до Спортивного арбітражного суду в Лозанні, вимагаючи грошової компенсації, та повернення їй титулу чемпіонки світу. У березні 2001 року справу вдалося врегулювати. Полгар відмовилася від своїх претензій, а ФІДЕ погодилася відшкодувати її судові витрати в розмірі 25 тис. доларів. Оскільки тоді Се Цзюнь вже була коронованою чемпіонкою світу, то ФІДЕ не могла повернути цей титул Полгар. Надалі вона вже більше не брала участь у жіночих циклах чемпіонату світу.

## Зміни рейтингу
| На цьому місці має відображатися графік чи діаграма, однак з технічних причин його відображення наразі вимкнено. Будь ласка, не видаляйте код, який викликає це повідомлення. Розробники вже працюють для того, щоби відновити штатне функціонування цього графіка або діаграми. | |
| | На цьому місці має відображатися графік чи діаграма, однак з технічних причин його відображення наразі вимкнено. Будь ласка, не видаляйте код, який викликає це повідомлення. Розробники вже працюють для того, щоби відновити штатне функціонування цього графіка або діаграми. |